# 5805 Glasgow
5805 Glasgow este un asteroid din centura principală de asteroizi.

## Descriere
5805 Glasgow este un asteroid din centura principală de asteroizi. A fost descoperit pe 18 decembrie 1985 la Stația Anderson Mesa de Edward L. G. Bowell. El prezintă o orbită caracterizată de o semiaxă mare de 2,60 ua, o excentricitate de 0,12 și o înclinație de 11,9° în raport cu ecliptica.